# Рёч, Франк-Петер
Франк-Пе́тер Рёч (нем. Frank-Peter Roetsch; 19 апреля 1964, Гюстров, Мекленбург-Передняя Померания, ГДР) —  восточногерманский биатлонист, двукратный олимпийский чемпион и пятикратный чемпион мира.

## Спортивные достижения
- Олимпийский чемпион 1988 в спринте и в индивидуальной гонке
- Серебряный призёр Олимпийских игр 1984 в индивидуальной гонке
- Пятикратный чемпион мира (1985, 1987 и 1989)
- Пятикратный вице-чемпион мира по биатлону (1983, 1985 и 1986)
- Трёхкратный обладатель Кубка мира по биатлону в общем зачёте (1983/84, 1984/85 и 1986/87)
- Двукратный чемпион мира среди юниоров
- На чемпионате мира-1987 повторил достижение Валерия Медведцева, став абсолютным чемпионом мира. На 2011 год является одним из двух биатлонистов-абсолютных чемпионов мира.

Выступал за «Динамо» Цинвалд.